# Jugoslaviska förstaligan i fotboll 1952
Jugoslaviska förstaligan i fotboll 1952 vanns av HNK Hajduk Split. Säsongen var förkortad och tidigare lagt, serien spelades 22 mars-22 juni 1952, så att man kunde återgå till höst-vår.

## Tabell

### Inledande  omgång

#### Första inledande serien
| Placering | Klubb              | Spelade matcher | Vinster | Oavgjorda | Förluster | Gjorda mål | Insläppta mål | Målskillnad | Poäng |
| --------- | ------------------ | --------------- | ------- | --------- | --------- | ---------- | ------------- | ----------- | ----- |
| 1         | Dinamo Zagreb      | 10              | 8       | 0         | 2         | 27         | 13            | +14         | 16    |
| 2         | Lokomotiva Zagreb  | 10              | 7       | 0         | 3         | 20         | 9             | +11         | 14    |
| 3         | Partizan Belgrad   | 10              | 6       | 0         | 4         | 24         | 15            | +9          | 12    |
| 4         | Vojvodina Novi Sad | 10              | 5       | 0         | 5         | 21         | 15            | +6          | 10    |
| 5         | Rabotnički Skopje  | 10              | 2       | 1         | 7         | 9          | 30            | -21         | 5     |
| 6         | Mačva Šabac        | 10              | 1       | 1         | 8         | 10         | 29            | -19         | 3     |

#### Andra inledande serien
| Placering | Klubb         | Spelade matcher | Vinster | Oavgjorda | Förluster | Gjorda mål | Insläppta mål | Målskillnad | Poäng |
| --------- | ------------- | --------------- | ------- | --------- | --------- | ---------- | ------------- | ----------- | ----- |
| 1         | Röda stjärnan | 10              | 7       | 0         | 3         | 20         | 16            | +4          | 14    |
| 2         | Hajduk Split  | 10              | 6       | 0         | 4         | 23         | 11            | +12         | 12    |
| 3         | BSK Belgrad   | 10              | 4       | 2         | 4         | 19         | 12            | +7          | 10    |
| 4         | Vardar Skopje | 10              | 5       | 0         | 5         | 13         | 18            | -5          | 10    |
| 5         | NK Zagreb     | 10              | 3       | 2         | 5         | 7          | 12            | -5          | 8     |
| 6         | FK Sarajevo   | 10              | 3       | 0         | 7         | 8          | 21            | -13         | 6     |

### Slutomgångar

#### Mästerskapsserien
| Placering | Klubb                 | Spelade matcher | Vinster | Oavgjorda | Förluster | Gjorda mål | Insläppta mål | Målskillnad | Poäng |
| --------- | --------------------- | --------------- | ------- | --------- | --------- | ---------- | ------------- | ----------- | ----- |
| 1         | Hajduk Split          | 6               | 4       | 1         | 1         | 12         | 4             | +8          | 9     |
| 2         | Crvena Zvezda Beograd | 6               | 3       | 2         | 1         | 11         | 6             | +5          | 8     |
| 3         | Lokomotiva Zagreb     | 6               | 2       | 0         | 4         | 12         | 19            | -7          | 4     |
| 4         | Dinamo Zagreb         | 6               | 0       | 3         | 3         | 8          | 14            | -4          | 3     |

#### Centrala serien
| Placering | Klubb              | Spelade matcher | Vinster | Oavgjorda | Förluster | Gjorda mål | Insläppta mål | Målskillnad | Poäng |
| --------- | ------------------ | --------------- | ------- | --------- | --------- | ---------- | ------------- | ----------- | ----- |
| 5         | BSK Beograd        | 6               | 5       | 1         | 0         | 15         | 6             | +9          | 11    |
| 6         | Partizan Beograd   | 6               | 3       | 1         | 2         | 17         | 11            | +6          | 7     |
| 7         | Vardar Skopje      | 6               | 2       | 1         | 3         | 8          | 15            | -7          | 5     |
| 8         | Vojvodina Novi Sad | 6               | 0       | 1         | 5         | 7          | 15            | -8          | 1     |

#### Nedflyttningsserien
| Placering | Klubb             | Spelade matcher | Vinster | Oavgjorda | Förluster | Gjorda mål | Insläppta mål | Målskillnad | Poäng |
| --------- | ----------------- | --------------- | ------- | --------- | --------- | ---------- | ------------- | ----------- | ----- |
| 9         | FK Sarajevo       | 6               | 3       | 2         | 1         | 8          | 3             | +5          | 8     |
| 10        | NK Zagreb         | 6               | 2       | 3         | 1         | 6          | 6             | 0           | 7     |
| 11        | Rabotnicki Skopje | 6               | 2       | 1         | 3         | 10         | 14            | -4          | 5     |
| 12        | Macva Sabac       | 6               | 1       | 2         | 3         | 7          | 8             | -1          | 3     |